# Avenir sportif Béziers
El Avenir sportif Béziers conocido como A. S. Béziers es un equipo de fútbol de Francia que juega en el Championnat National 2, la cuarta división de fútbol del país.

## Historia
Fue fundado en el año 2007 en la localidad de Béziers como un reemplazo del equipo desaparecido del mismo nombre, el cual jugó en la Ligue 1 en la década de los años 1950. 
Jugó en la Ligue 2 desde la temporada 2018/19, pero descendió esa misma temporada al terminar en el lugar 19 entre 20 equipos.

## Palmarés
- CFA Grupo C: 1

2014/15
- National 3: 1

2022/23

## Rivalidades
Su máximo es el FC Sète. También mantiene tensos cruces con otros clubes cercanos como Olympique Nîmes y Montpellier Hérault Sport Club.